# Hôtel Winssinger

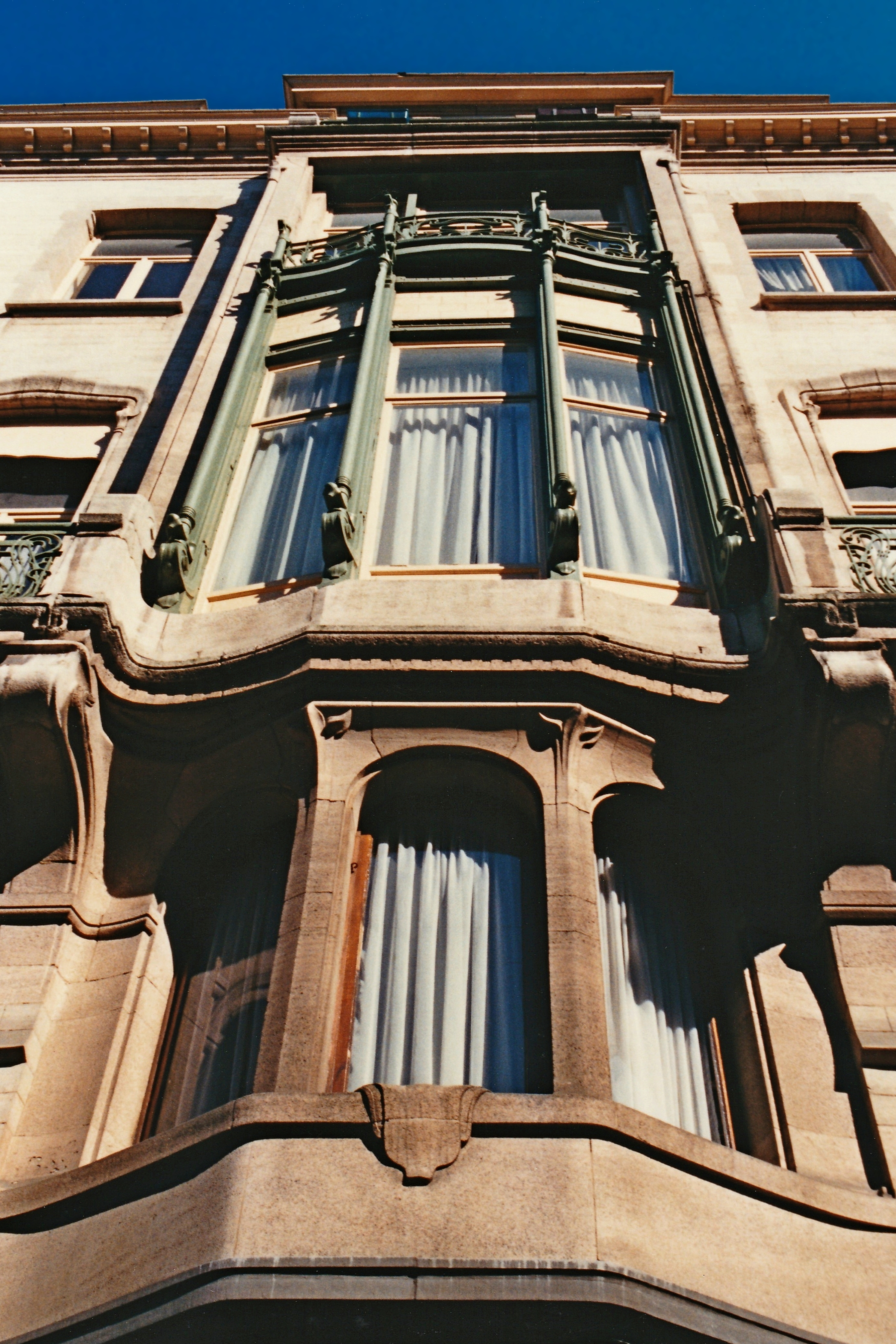

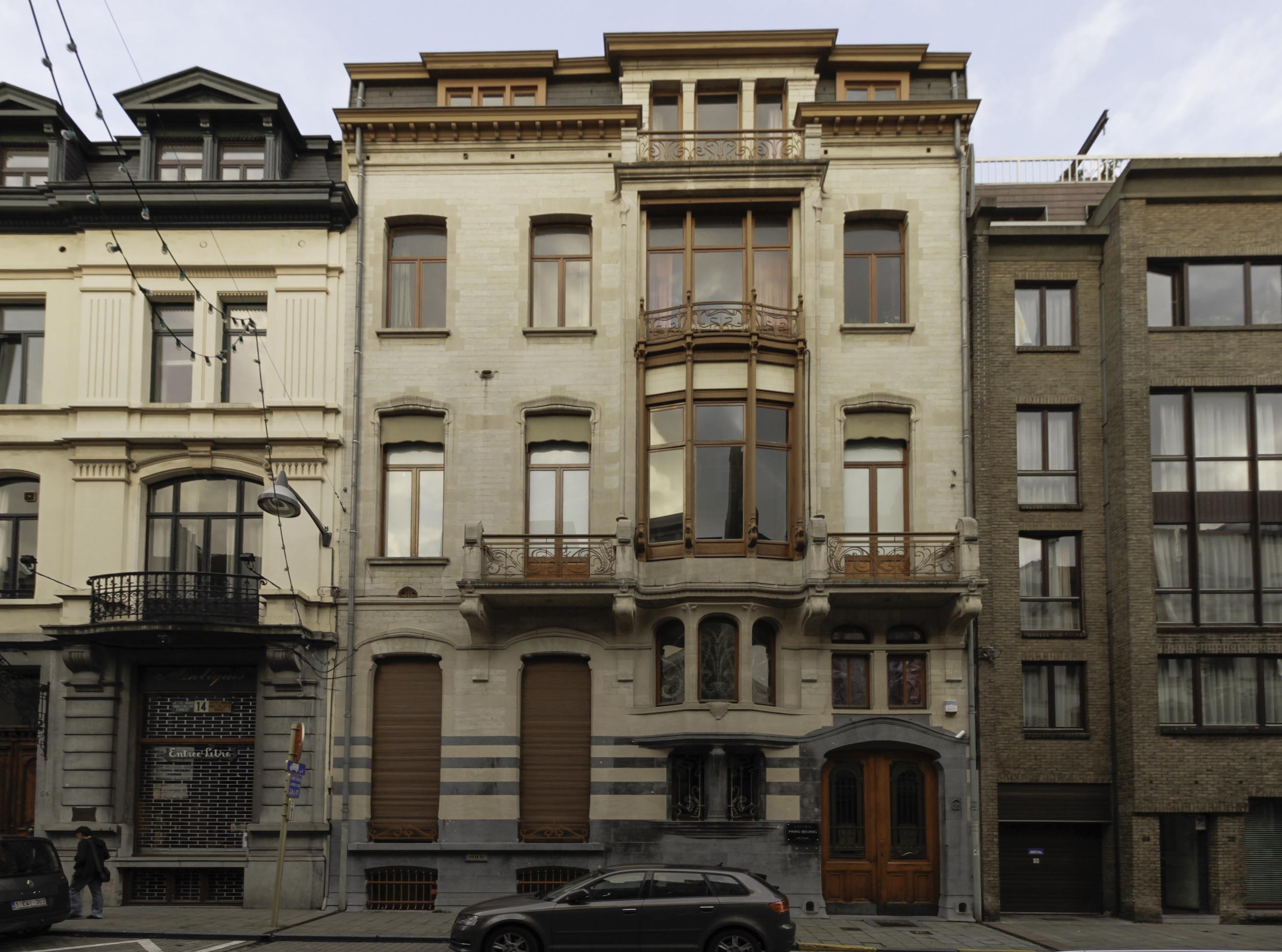
Hôtel Winssinger

Hotel Winssinger is een bouwwerk van de hand van architect Victor Horta in de Belgische gemeente Sint-Gillis.

## Beschrijving
Deze stadswoning in art-nouveaustijl ontwierp en bouwde Victor Horta tussen 1894 en 1897 in opdracht van ingenieur Camille Winssinger. De 10 meter brede rijwoning ligt aan de Munthofstraat 66 in Sint-Gillis. De gevel valt op door een erker over meerdere verdiepingen en het horizontale lijnenspel in blauwe hardsteen. Horta ontwierp de woning op het toppunt van zijn carrière toen de werven voor het Maison Autrique en het Hotel Tassel in uitvoering waren. Ingenieur Winssingers opdracht was complex: de woning moest tegelijkertijd extravert ogen en toch een intimiteit uitstralen. De opdrachtgever eiste een statig trappenhuis met vestibule, een receptieruimte en een biljartsalon. Daarbij moest er in de woning voldoende privacy zijn voor zijn zieke vrouw. Horta omschreef zijn opdrachtgever als precies als een chronometer, scherp als een lemmet van Toledo.
Tussen 1928 en 1929 verbouwde de ontwerper op vraag van Emile, de zoon Winssinger, zowel de gevel als het interieur tot een opbrengsthuis met respect voor de oorspronkelijke stijl. Het gelijkvloers richtte men in als sociale zetel van de verzekeringsmaatschappij Le Lion belge. Een gedeelte van de tuin werd ingenomen als kantoor. De familie Winssinger is al verschillende generaties actief in het beheer van vermogens en vastgoed.
In 2004, na jaren leegstand, kocht immobiliënmakelaar Michel Gilbert het geheel om de woning te restaureren. In 2007 volgde de klassering tot beschermd monument. Het Brussels Gewest kwam met 770 000 euro over de brug. Men schatte de totale kosten voor de restauratie op 2,5 miljoen euro. Na de studie van Horta's oorspronkelijke bouwplannen en foto's kon men de vroegere toestand achterhalen. Ondanks de vele verbouwingen probeert men toch tot een herstel van het vroegere geheel te komen. Het bouwperceel splitste men opnieuw op in een gevelwoning en een annex in de tuin. De indrukwekkende trappenpartij en bijhorende glasraam werden opnieuw gemaakt conform het origineel. Het originele behangpapier naar ontwerp van William Morris in de vroegere eetkamer van het gelijkvloers wordt eveneens gerestaureerd onder leiding van de Hortaspecialiste architecte Barbara van der Wee.
Sinds 2012 is het geheel verhuurd als fotogalerie voor de groep Paris-Beijing Galerij. De galerie, met 800 m² expositieruimte, richt zich op de nieuwe lichting Aziatische kunstenaars met onder meer Ai Weiwei, Rong Rong en de Gao Brothers.